# آرامگاه محمد بلندپرواز
آرامگاه محمد بلندپرواز یک بنای تاریخی مربوط به دوره تیموریا ن-معاصر است و در روستای ایلود، بخش مرکزی، شهرستان بستک، استان هرمزگان واقع شده‌است. این اثر در تاریخ ۱۷ خرداد ۱۳۸۵ با شمارهٔ ثبت ۱۵۴۲۴ به‌عنوان یکی از آثار ملی ایران به ثبت رسیده‌است.